# 第28回カンヌ国際映画祭
第28回カンヌ国際映画祭（だい28かいカンヌこくさいえいがさい）は、1975年5月9日から23日にかけて開催された。

## 受賞結果
- パルム・ドール：『くすぶりの年代の記録(小さな火の歴史)』（モハメッド・ラクダル＝ハミナ）
- 審査員特別グランプリ：『カスパー・ハウザーの謎』（ヴェルナー・ヘルツォーク）
- 監督賞：ミシェル・ブロー （『Les Ordres』）、コスタ＝ガヴラス （『Section Speciale』）
- 男優賞：ヴィットリオ・ガスマン （『女の香り』）
- 女優賞：ヴァレリー・ペリン （『レニー・ブルース』）
- 特別表彰：デルフィーヌ・セイリグ

## 審査員

### コンペティション部門
- ジャンヌ・モロー （フランス/女優） 審査員長
- アンドレ・デルヴォー (ベルギー/監督)
- ジョージ・ロイ・ヒル (アメリカ/監督)
- フェルナンド・レイ (スペイン/俳優)
- ユリア・ソルンツェワ (ロシア/監督・女優)
- レア・マッサリ (イタリア/女優)
- ジェラール・デュコ＝リュップ (フランス/プロデューサー)
- ピエール・マサーリ (フランス/ジャーナリスト)
- アントニー・バージェス (アメリカ/作家)
- ピエール・サリンジャー (アメリカ/作家)

## 上映作品

### コンペティション部門
アルファベット順。邦題がない場合は原題の下に英題。
| 題名 原題                                                           | 監督                               | 製作国                     |
| ------------------------------------------------------------------- | ---------------------------------- | -------------------------- |
| アリスの恋 Alice Doesn't Live Here Anymore                          | マーティン・スコセッシ             | アメリカ合衆国             |
| Aloïse                                                              | リリアン・デ・ケルマデック         | フランス                   |
| Ce cher Victor (Cher Victor)                                        | ロバン・ダヴィー                   | フランス                   |
| くすぶりの年代の記録(小さな火の歴史) Chronique des années de braise | モハメッド・ラクダル＝ハミナ       | アルジェリア               |
| 田園に死す                                                          | 寺山修司                           | 日本                       |
| 罪物語 Dzieje Grzechu                                               | ワレリアン・ボロズウィック         | ポーランド                 |
| Ignacio (Do You Hear the Dogs Barking?)                             | フランソワ・レシャンバック         | メキシコ                   |
| カスパー・ハウザーの謎 Jeder für sich und Gott gegen alle           | ヴェルナー・ヘルツォーク           | 西ドイツ                   |
| レニー・ブルース Lenny                                              | ボブ・フォッシー                   | アメリカ合衆国             |
| Les Ordres (Orderers)                                               | ミシェル・ブロー                   | カナダ                     |
| Lotte in Weimar                                                     | エゴン・ガンサー                   | 東ドイツ                   |
| Man Friday                                                          | ジャック・ゴールド                 | イギリス アメリカ合衆国    |
| Mariken van Nieumeghen                                              | ヨス・ステリング                   | オランダ                   |
| オグンの御守 O Amuleto de Ogum                                      | ネルソン・ペレイラ・ドス・サントス | ブラジル                   |
| 祖国のために Они сражались за родину                                | セルゲイ・ボンダルチュク           | ソビエト連邦               |
| さすらいの二人 Professione: reporter                                | ミケランジェロ・アントニオーニ     | イタリア フランス スペイン |
| 女の香り Profumo di donna                                           | ディーノ・リージ                   | イタリア                   |
| Section Spéciale (Special Section)                                  | コスタ＝ガヴラス                   | フランス イタリア 西ドイツ |
| Szerelmem, Elektra (Electra, My Love)                               | ミクロシュ・ヤンチョー             | ハンガリー                 |
| Un divorce heureux (A Happy Divorce)                                | ヘニング・カールセン               | デンマーク フランス        |
| 侠女 第一部：チンルー砦の戦い 俠女                                  | キン・フー                         | 台湾                       |
| Yuppi du                                                            | アドリアーノ・チェレンターノ       | イタリア                   |

### 特別招待作品
| 題名 原題                                         | 監督                     | 製作国         |
| ------------------------------------------------- | ------------------------ | -------------- |
| イナゴの日 The Day of the Locust                  | ジョン・シュレシンジャー | アメリカ合衆国 |
| 愛と哀しみのエリザベス The Romantic English Woman | ジョセフ・ロージー       | イギリス       |
| Tommy/トミー Tommy                                | ケン・ラッセル           | イギリス       |

### 豊かなる眼差し
| 題名 原題                            | 監督                     | 製作国       |
| ------------------------------------ | ------------------------ | ------------ |
| アンナ・カレーニナ Анна Каренина     | マルガリータ・ピリーヒナ | ソビエト連邦 |
| Galileo                              | ジョセフ・ロージー       | イギリス     |
| Georges Braque ou Le temps Différent | フレデリック・ロジフ     | フランス     |
| インディア・ソング India Song        | マルグリット・デュラス   | フランス     |
| モーゼとアロン Moses und Aron        | ストローブ＝ユイレ       | 西ドイツ     |
| The Maids                            | クリストファー・マイルズ | イギリス     |
| 魔笛 Trollflöjten                    | イングマール・ベルイマン | スウェーデン |